# Amegilla walkeri
{{Bảng phân loại
| name = Amegilla walkeri
| image = Amegilla walkeri.jpg
| image caption =
| regnum = Animalia 
| phylum = Arthropoda 
| classis = Insecta 
| ordo = Hymenoptera
| familia = Apidae
| subfamilia = Apinae
| tribus = Anthophorini
| genus = Amegilla
| species = A. walkeri
| binomial = Amegilla walkeri
| binomial_authority = Cockerell, 1905
| species = A. walkeri là một loài Hymenoptera trong họ Apidae. Loài này được Cockerell mô tả khoa học năm 1905.